# Meiacanthus urostigma
Meiacanthus urostigma és una espècie de peix de la família dels blènnids i de l'ordre dels perciformes.

## Reproducció
És ovípar.

## Hàbitat
És un peix marí de clima tropical que viu entre 7-13 m de fondària.

## Distribució geogràfica
Es troba a l'est de l'Índic: 9° 24′ 56″ N, 97° 52′ 40″ E.